# Soyuz T-3
Soyuz T-3 foi a 13ª missão soviética à estação orbital Salyut 6.

## Tripulação
Lançados
| Posição             | Cosmonauta        |
| ------------------- | ----------------- |
| Comandante          | Leonid Kizim      |
| Engenheiro de voo 1 | Oleg Makarov      |
| Engenheiro de voo 2 | Gennady Strekalov |

## Parâmetros da Missão
- Massa: 6 850 kg
- Perigeu: 200 km
- Apogeu: 251 km
- Inclinação: 51.6°
- Período: 88.7 minutos

## Pontos altos da missão
Testou a versão de três assentos da Soyuz T. A primeira nave Soyuz que carregou três cosmonautas desde 1971. Ela constituiu uma missão de reaproveitamento da Salyut 6. O Mayaks foi o primeiro grupo de três pessoas rumo a uma estação espacial desde a Soyuz 11 em 1971. Parte da missão do grupo era para testes da Soyuz-T. Durante sua curta estada na Salyut 6, eles realizaram os procedimentos usuais utilizando as unidades Splav e Kristall, e estudaram “objetos biológicos” trazidos por eles na Soyuz T-3. Eles usaram as unidades Svetoblok e Oazis. A maioria do tempo, entretanto, era voltada à manutenção da estação espacial.
Em 2 de dezembro eles começaram a conduzir o experimento Mikroklimat para avaliar as condições de sobrevivência da estação, e começaram a trabalhar no sistema de controle térmico. Eles instalaram uma nova unidade hidráulica com quatro bombas. Em 4 de dezembro trocaram unidades eletrônicas no sistema de telemetria da Salyut 6. Em 5 de dezembro foram reparadas falhas no sistema elétrico. Outros reparos incluíram a substituição de um dispositivo de programação e temporização no sistema de controle interno e a troca de uma fonte de alimentação para o compressor no sistema de reabastecimento. O grupo da expedição principal da Salyut 6 no TsUP deu conselhos para o grupo enquanto estes realizavam os reparos. Em 8 de dezembro a Progress 11 realizou uma correção de órbita no complexo.